# سيسرا

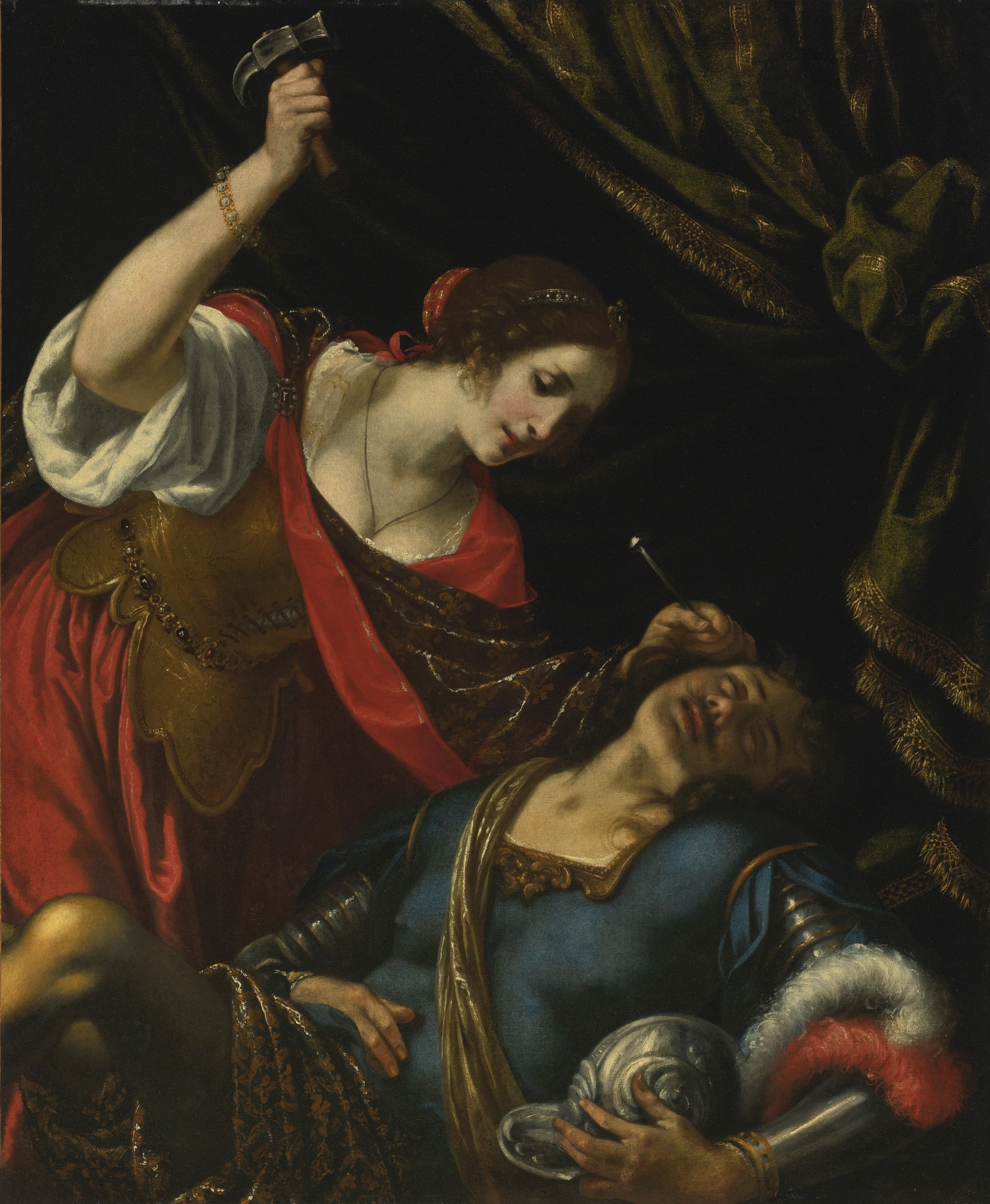

سيسرا (بالعبرية: סִיסְרָא) هو شخصية ذكرت في الكتاب المقدس في سفر القضاة، سيسرا كان قائد قوات الملك يابين الكنعاني ملك حاصور الذي حارب الإسرائيليين، والذي تمكن كل من دبورة وباراق من الانتصار عليه وثم قتله.